# Orde van de Heilige Carolus Borromeus
De Orde van de Heilige Carolus Borromeus werd door Karel Pius van Oostenrijk-Toscane, pretendent van de Spaanse troon als Karel VIII van Spanje ingesteld. Deze aan de carlistische traditie ontleende claim, het "carloctavisme", wordt slechts door weinigen, en door geen enkele regering, erkend.
Carolus Borromeus is een katholieke heilige.
In 1952 verleende Karel Pius/Karel VIII de keten van de Orde van de Heilige Carolus Borromeus aan generaal Francisco Franco en verleende hij het grootkruis aan kardinaal Federico Tedeschini, pauselijk legaat bij het Internationaal Eucharistisch Congres in Barcelona.
Van generaal Franco is bekend dat hij de onderscheiding niet heeft afgewezen. De fascistische dictator speelde de pretendenten van de Spaanse troon tegen elkaar uit.